# 웰컴 투 장미골
《웰컴 투 장미골》은 MBN에서 방영된 예능 프로그램이다.

## 고정 출연진
- 손태진
- 신성
- 에녹 (1회, 4회 ~ 8회)
- 민수현

## 알바생
- 공훈 (2회 ~ 6회)
- 박민수 (7회)
- 김중연 (8회)

## 게스트
- 박현호, 전종혁 (2회 ~ 4회)